# Piattaforma (romanzo)
Piattaforma. Nel centro del mondo (in lingua originale Plateforme) è il terzo romanzo dello scrittore francese Michel Houellebecq, pubblicato in originale nel 2001, in Italia nello stesso anno da Bompiani. Narra la storia dell'intensa relazione tra un quarantenne impiegato statale ed una giovane donna che lavora nel settore turistico internazionale, i cui sviluppi si intrecciano con una serie di riflessioni sui rapporti tra civiltà occidentale e terzo mondo.

## Trama
In seguito alla morte violenta del padre il quarantenne Michel si ritrova ad ereditare una discreta somma di denaro, quanto basta per prendersi una pausa di riflessione dal proprio impiego come funzionario ministeriale di medio livello. Non che abbia particolari interessi da coltivare, in effetti nessuna attività riesce oramai a coinvolgerlo eccetto il sesso, ultimo elemento vitale rimasto a ricordargli la sua appartenenza al genere umano. Parte così per un viaggio organizzato in Thailandia il cui scopo principale è procurarsi avventure a pagamento con le prostitute locali. Abbordare una compagna di viaggio è impresa troppo impegnativa e quasi sicuramente destinata al fallimento, considerata la sua scarsissima propensione alla socializzazione. Nemmeno una bella ragazza come Valérie, l'unica che potrebbe valere la pena di un tentativo e che sembra stranamente interessata alla sua compagnia, riesce a spingerlo a qualcosa di più di un goffo approccio, del tutto inconcludente. Ecco perché quando a fine viaggio Michel le propone una nuova occasione per incontrarsi, ottenendone il numero di telefono, il gesto sembra solo un obbligo rituale da cui non ci si attende nulla. 
Invece un appuntamento viene concordato il giorno stesso dell'arrivo ed istantaneamente dà il via ad una relazione basata su una stupefacente intesa sessuale, legando due esseri umani che sembrano fatti per completarsi a vicenda. Se Michel appare privo di qualsiasi ambizione ed alieno per natura agli stimoli competitivi, Valérie è invece fortemente impegnata dal proprio lavoro nel settore turistico, da cui ricava soddisfazioni sia dal punto di vista economico che personale. Un impegno destinato ad aumentare, visto che al suo principale, Jean-Yves, è appena giunta un'offerta decisamente allettante riguardo al rilancio di una catena di villaggi turistici diffusi in vari paesi. La ricerca di una formula vincente per un mercato già saturo si rivela comunque difficile, fino a quando, durante un soggiorno a Cuba in uno dei villaggi del gruppo, Michel trova il coraggio di proporre l'idea potenzialmente vincente: puntare direttamente sul turismo sessuale, eliminando gran parte dei servizi tradizionali del turismo di massa, sempre meno appetibili. Le potenzialità di una proposta del genere non sfuggono a Jean-Yves, ma le difficoltà nel fare accettare la formula a paesi come la Francia in cui la prostituzione non è socialmente ben vista lo spinge a muoversi con molta cautela, puntando piuttosto sulla Germania. Si rivela una scelta azzeccata, con risultati che vanno oltre le più rosee aspettative, decretando il successo dell'iniziativa. A gettare un'ombra, i segni sempre più inquietanti della diffusione di forme di intolleranza religiosa che minacciano qualsiasi tipo di scelta differente da quella imposta con la violenza. E proprio durante il soggiorno presso uno dei resort del gruppo, quando il rapporto tra Michel e Valérie sembra avviarsi verso un futuro di maggiore stabilità, la minaccia si concretizza nella forma di un attentato terroristico di matrice islamica in cui rimangono uccise più di cento persone, compresa la stessa Valérie.
Al suo risveglio in ospedale, Michel appare preda di un'inerzia totale, a cui unisce il rifiuto verso una realtà che non può concepire. Solo dopo il ritorno a Parigi ed una serie di trattamenti in un ospedale psichiatrico comincia gradualmente ad affiorare la consapevolezza di quanto accaduto. Decide quindi di tornare a Bangkok, e da qui a Pattaya, ultima stazione per una vita che non trova più un senso qualsiasi per continuare. Ultimo compito rimasto, narrare la propria storia, il racconto di un amore insperato e del suo mistero, di ciò che è stato ed è finito per sempre.